# Hiparquía
Hiparquía o Hiparquia (del griego clásico, Ιπαρχία, Maronea de Tracia, ca. 350 a. C. – ca. 280 a. C.) fue una filósofa cínica griega. Es considerada una de las primeras mujeres filósofas. Convivió, pese a la inicial oposición de su familia, con Crates de Tebas y compartió con él la peculiar forma de vida de la escuela cínica. 

## Historia
Perteneciente a una familia noble de Maronea, era hermana del también filósofo cínico Metrocles. Su familia se habría trasladado a Atenas tras la conquista de su ciudad por Filipo hacia mediados del siglo IV a. C.
Posiblemente por mediación de Metrocles se convirtió en discípula de Crates, con quien contrajo matrimonio. Asistía a las reuniones de los filósofos del s. IV, donde exponía sus ideas sobre los diferentes temas y se enfrascaba en las discusiones del grupo de los cínicos. En una ocasión, estando en un banquete, en la casa de Lisímaco, Hiparquía se enfrentó a Teodoro el Ateo, dado que este no estaba de acuerdo con que una mujer se dedicara a la filosofía y mucho menos que fuera a sus reuniones, olvidando sus deberes domésticos. Ella le contestó, irónicamente, que si había hecho mal al dedicarse al estudio en vez de dedicarse a tejer. Teodoro, molesto, le arrancó su vestido, pero ella no se alteró y le respondió con una pregunta que denotaba su carácter y su compromiso con la filosofía. Teodoro interrogó: «¿eres la que dejaste la tela y lanzadera?» Respondió: «Yo soy, ¿Te parece por ventura, que he mirado poco por mí al dar a las ciencias el tiempo que había de gastar en tela?».
Consecuente con la filosofía cínica, Hiparquía renunció a sus propiedades, a su vida cómoda y llevó una vida al estilo de los filósofos cínicos ya que andaba en harapos al lado de Crates. Una de las condiciones que Crates le impuso fue que siguiera sus hábitos. Ella consiguió harapos sucios y se vistió de esa forma. Tampoco tenía reparos en tener relaciones sexuales sin importar el lugar, aunque fuera en la calle. Se comportaba como una persona generosa y piadosa, que ayudaba a los necesitados. 

A su muerte, los filósofos cínicos declararon una fiesta anual en su honor en Atenas, en el Pórtico Dorado, denominada Kynogamia o día de la incorporación de la mujer al mundo de la filosofía cínica. Hiparquía escribió tres libros pero no se conserva ninguno de ellos: Hipótesis filosóficas, Epiqueremas y Cuestiones a Teodoro llamado el Ateo. Se conserva un epigrama de Antípatro, dedicado a Hiparquía y titulado "A las mujeres":
Yo, Hiparquía, no seguí las costumbres del sexo
femenino, sino que con corazón varonil seguí
a los fuertes perros. No me gustó el manto sujeto
con la fíbula, ni el pie calzado y mi cinta se
olvidó del perfume. Voy descalza, con un bastón,
un vestido me cubre los miembros y tengo
la dura tierra en vez de un lecho. Soy dueña
de mi vida para saber tanto y más que las ménades para cazar.

## Filosofía
La actividad filosófica de Hiparquía parece que estuvo dedicada principalmente a la lógica. Diógenes Laercio no menciona ninguna de sus obras, pero la Suda enumera algunos escritos suyos cuyo contenido versaría sobre argumentaciones silogísticas y proposiciones ingeniosas: Hipótesis filosóficas (Philosóphon hypothéseis), Epiqueremas (Epicheirémata), Silogismos incompletos o de probabilidades, y unas Cuestiones (Protáseis) para Teodoro de Cirene.
La forma de vida que siguió Hiparquía representa el camino de una mujer emancipada, a contracorriente de la sociedad griega de su tiempo. Esta opción la situaba al mismo nivel que sus compañeros hombres, en consonancia con el ideal cínico que defendía la igualdad entre sexos y de todos los seres humanos en general.